# Jim Marsalis
James Marsalis (Pascagoula, 10 ottobre 1945) è un ex giocatore di football americano statunitense che ha militato nel ruolo di cornerback nella National Football League (NFL).

## Carriera
Marsalis fu scelto nel corso del primo giro (23º assoluto) del Draft 1969 dai Kansas City Chiefs. Nella sua stagione da rookie si impose subito come titolare terminando con 2 intercetti e venendo premiato come rookie difensivo dell'anno dalla rivista Pro Football Weekly. Nella finale del campionato AFL mise a segno altri 2 intercetti sul quarterback dei New York Jets Joe Namath, contribuendo alla vittoria e alla qualificazione al Super Bowl IV vinto contro i Minnesota Vikings, in cui scese in campo come titolare. L'anno seguente fece registrare un record in carriera di 4 intercetti, venendo convocato per il Pro Bowl e inserito nella formazione ideale della stagione All-Pro. Rimase con i Chiefs fino alla stagione 1985, perdendo il posto come titolare nel 1973. Disputò un'ultima annata con i New Orleans Saints nel 1977 disputando 12 partite, di cui 3 come titolare.

## Palmarès

### Franchigia
Super Bowl : 1
Kansas City Chiefs: IV
- Campionati AFL : 1

Kansas City Chiefs: 1969

### Individuale
- Convocazioni al Pro Bowl: 2

1969, 1970
- All-Pro:

1970, 1971